# Federazione pallavolistica della Finlandia
La Federazione finlandese di pallavolo (fin. Suomen Lentopalloliitto, SL) è un'organizzazione fondata per governare la pratica della pallavolo in Finlandia.
Organizza il campionato maschile e femminile, e pone sotto la propria egida la nazionale maschile e femminile.
Ha aderito alla FIVB nel 1957.